# Episodi di Los Serrano (ottava stagione)
L'ottava stagione della serie televisiva Los Serrano è stata trasmessa in anteprima in Spagna da Telecinco tra il 5 giugno 2008 e il 17 luglio 2008.
| nº | Titolo originale                          | Titolo italiano | Prima TV Spagna | Prima TV Italia |
| -- | ----------------------------------------- | --------------- | --------------- | --------------- |
| 1  | Bienvenido al mundo Serrano               | inedito         | 5 giugno 2008   | inedito         |
| 2  | La parienta, la cuñada, la suegra y Diego | inedito         | 12 giugno 2008  | inedito         |
| 3  | Tigurón V                                 | inedito         | 19 giugno 2008  | inedito         |
| 4  | La carta de Pandora                       | inedito         | 26 giugno 2008  | inedito         |
| 5  | Vente pa' mi casa Fiti                    | inedito         | 3 luglio 2008   | inedito         |
| 6  | Divorcio a la Serrana                     | inedito         | 10 luglio 2008  | inedito         |
| 7  | Desmontando a Diego                       | inedito         | 17 luglio 2008  | inedito         |